# Cour d'appel de la Colombie-Britannique
La Cour d'appel de la Colombie-Britannique (British Columbia Court of Appeal en anglais) est la plus haute cour d'appel de la province de la Colombie-Britannique au Canada. Elle a été établie en 1910 à la suite de l'adoption de la Court of Appeal Act de 1907. Elle reçoit les appels de la Cour suprême de la Colombie-Britannique ainsi que d'autres comités et tribunaux. Elle reçoit également les appels en matière criminelle de la Cour provinciale de la Colombie-Britannique lorsque les procédures sont par acte d'accusation.
La Cour d'appel de la Colombie-Britannique comprend 22 juges dont un juge en chef incluant dix juges surnuméraires (en). Tous les juges, incluant la poste de juge en chef, sont nommés par le gouvernement fédéral. Le siège de la cour est situé à Vancouver, mais elle siège également parfois à Victoria, à Kelowna et à Kamloops. Les juges de la Cour d'appel de la Colombie-Britannique agissent également en tant que juges de la Cour d'appel du Yukon. Les cas provenant du Yukon sont jugés à Vancouver et à Whitehorse.

## Annexe